# Attila M. Kelemen
 Attila M. Kelemen  (n. 8 noiembrie 1965) este un filolog clujean, lector la Facultatea de Litere a Universității Babeș-Bolyai.

## Studii
În 1996 a devenit licențiat al Facultății de Litere, secția germană-norvegiană, urmând apoi specializarea "Studii germanice" la Facultatea de Studii Europene a aceleiași universități. A beneficiat de burse academice în Norvegia și Danemarca. În 2007 a devenit Doctor în filologie la Universitatea Babeș-Bolyai cu distincția magna cum laude.  

## Lucrări
Volume publicate:
Dicționare:

- Norsk-rumensk ordbok. Dicționar norvegian-român. , Editura Napoca Star, Cluj-Napoca, 2001, 216 pagini, ISBN 973-8169-44-5
- Dicționar român-norvegian. Rumensk-norsk ordbok, Editura Napoca Star, Cluj-Napoca, 2001, 228 pagini, ISBN 973-647-027-X
- Dicționar român-danez. Rumænsk-dansk ordbog, Editura Napoca Star, Cluj-Napoca, 2005, 244 pagini, ISBN 973-647-306-6

Manuale: 

- Mică gramatică norvegiană, Editura Napoca Star, Cluj-Napoca, 2002, 100 pagini, ISBN 973-647-105-5

Lucrări științifice publicate în reviste:

- ‘The Linguistic Situation in Norway’ în nr.1/2000 al revistei ‘Studia Universitatis Babes-Bolyai Philologia”, pag. 159-166
- ‘Der Einfluß des Niederdeuschen auf die norwegische Sprache’, în volumul ‘Klausenburger Beiträge zur Germanistik’, Editura Casa Cărții de Știință, Cluj-Napoca, 2000, pag. 132-141